# Hirschberg (Olbernhau)
Hirschberg ist ein Ortsteil der sächsischen Stadt Olbernhau im Erzgebirgskreis.

## Geografie

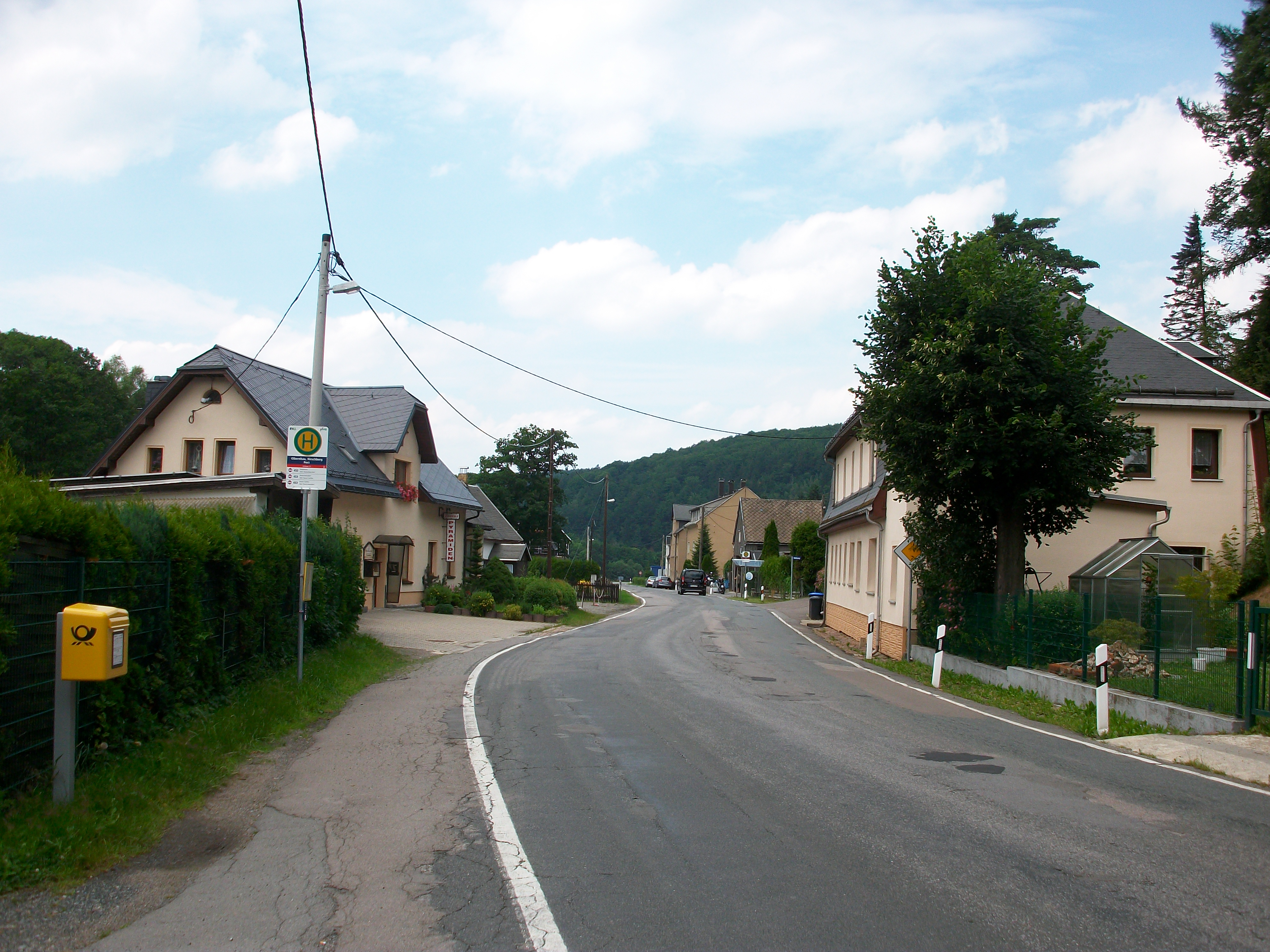
Hirschberg, Ortsstraße (2017)

### Lage
Hirschberg liegt etwa 5 Kilometer südöstlich von Olbernhau im Erzgebirge unmittelbar an der Deutsch-Tschechischen-Grenze, welche hier der Verlauf der Schweinitz markiert. Seit 2016 gibt es in Hirschberg einen Grenzübergang für Fußgänger und Radfahrer. Östlich und südöstlich begrenzt der Hirschberger Wald die Flur, im Norden bildet die Flöha die natürliche Grenze.
Durch die Ortslage führt die Staatsstraße 214 Olbernhau–Deutscheinsiedel, nördlich der Ortslage zweigt von dieser die S 211 nach Bienenmühle ab.

### Nachbarorte
| Oberneuschönberg |                                             | Niederseiffenbach |
| Brandov          | Kompassrose, die auf Nachbargemeinden zeigt | Seiffen/Erzgeb.   |
|                  |                                             | Oberlochmühle     |

## Geschichte

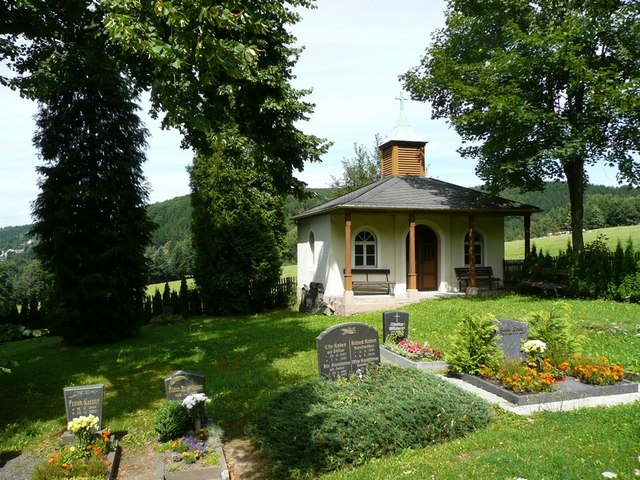
Die Friedhofskapelle in Hirschberg

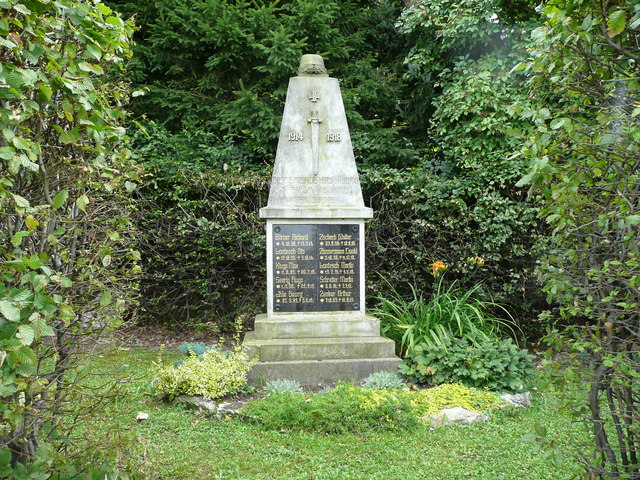
Denkmal für die Opfer des Ersten Weltkrieges

Die erste urkundliche Erwähnung des Ortes datiert aus dem Jahre 1647 als Hirschbergk.
Bis 1648 konnten die Verstorbenen auf dem Brandauer Friedhof begraben werden, danach mussten sie bis zur Anlage eines eigenen zum Olbernhauer Friedhof gebracht werden.
August Schumann beschreibt 1817 im Staatslexikon von Sachsen Hirschberg betreffend u. a.:
„Es hat 9 Häuser und ein Vorwerk, mit 64 Einwohnern. Die Einwohner besitzen geringe Bäume und thun einige Dienste auf dem königl. Vorwerke. Sie sind nach Olbernhau eingepfarrt. Dieses Dörfchen entstand nach Abtreibung des Holzes durch die Verkohlung. Das Vorwerk welches Caspar VI. v. Schönberg im J. 1619 anfangs zu einem Jagdhause anlegte, dann Abrahams I. von Schönberg Witwe, Ursula Catharina, geborne von Starschädel, seit 1623, als Witwensitz innehatte, wurde nach dem J. 1647 ein königl. sächs. Kammer-Vorwerk, und, so wie Rechenberg und Grün-Schönberg, verpachtet, im J. 1780 aber vererbpachtet. Die Wirthschaft bestehet in Feldbau und Viehzucht ...
Oberhalb Hirschberg hat man ehedem im Walde Eisenstein gegraben, wovon man noch an der Schirnitz hinauf zwei Stollen sieht.“
Mit dem Bau der Flöhatalbahn erhielt der Ort mit der Haltestelle „Schweinitztal“ am 1. Oktober 1895 Eisenbahnanschluss. Am 15. Mai 1939 erhielt diese die Bezeichnung „Oberneuschönberg“. Am 10. Juni 2001 wurde der Personenverkehr auf dem Abschnitt Olbernhau-Grünthal–Neuhausen eingestellt.
1874 war Hirschberg Ortsteil von Niederseiffenbach. Mit der Auflösung der Gemeinde Niederseiffenbach am 1. April 1939 kam Hirschberg mit Niederlochmühle zur Gemeinde Oberneuschönberg. 1950 wurde Hirschberg durch die Eingemeindung von Oberneuschönberg nach Olbernhau Ortsteil von letzterem.

## Entwicklung der Einwohnerzahl
| Jahr | Einwohnerzahl |
| ---- | ------------- |
| 1667 | 6 Häusler     |
| 1748 | 9 Häusler     |
| 1834 | 90            |

| Jahr | Einwohnerzahl |
| ---- | ------------- |
| 1871 | 99            |
| 1890 | 159           |